# Aelfinn
De Aelfinn (ook bekend als de 'slangen' uit het spel Slangen en Vossen) zijn mysterieuze wezens uit de populaire boekenserie Het Rad des Tijds van Robert Jordan.
De Aelfinn leven in een afzonderlijke wereld. Zij kunnen alleen bereikt worden door een rode poortter'angreaal die in Tyr staat. Iedereen die de poort binnen treedt, komt in een vreemd vervormde wereld terecht waar een slangachtige man de bezoeker naar drie andere Aelfinn brengt. Zij spreken alleen de Oude Spraak (hoewel ruw vervormd). Voor ieder die dat niet spreekt, wordt er een tolk gehaald. Volgens een oude overeenkomst mag er niets van ijzer, niets dat licht maakt en niets dat muziek produceert worden meegenomen. Het is onbekend wat er gebeurd indien hier niet aan wordt voldaan.
De bezoeker mag de Aelfinn drie vragen over de toekomst stellen. De Aelfinn zullen die dan naar waarheid beantwoorden. Echter, er zijn ook gevaarlijke vragen. Vragen die als dom of onzinnig worden beschouwd (bijvoorbeeld 'gaat het morgen regenen') worden bestraft, evenals vragen over de Schaduw ('hoeveel Verzakers zijn er nog over')
De Aelfinn hebben een sterke band met de Eelfinn, die opdrachten vervullen.
Als de bezoeker eenmaal weer uit de poort terug in de echte wereld stapt, kan hij er nooit meer naar terugkeren.